# 李元 (成化舉人)
李元（15世紀—16世紀），字乾伯，福建興化府莆田縣人，明朝政治人物。

## 生平
李元是成化元年（1465年）乙酉科福建鄉試舉人，授東莞教諭，學問淵博、品格端正，兩廣總督朱英曾委派他校閱書籍，又推薦他擔任湖廣鄉試正考官，東莞和南海衛唇齒相依，文武相爭難得人心，但他卻能讓人們無分貴賤老少一同歌頌，九年後考績離任，數百人送別他離去；陞廬江知縣，為政仁慈惠愛，因入覲餽遺單薄，遭知府彈劾罷歸，當地人民思念他，有《李明廉》的歌謠傳頌，回鄉後他家居貧窮但處之泰然，天性孝友，把家業都讓給弟弟，建築小亭在蔬圃間，招攬士人如林大輅、林九淵、謝烱等人與子弟學習，並寫下《大樂律》，呂元聲為他補略，黃鞏贈詩給他：「兩朝清白吏，一代老成人。」九十四歲才去世。

## 引用
1. 1 2  光緒《莆田縣志·卷二十·人物志》：李元，字乾伯，父瑩以經明行修應辟，元成化乙酉鄉薦，授東莞教諭，奧於問學、模範端恪，都御史朱英委以讐校朱史，薦典湖廣主試；東莞與南海衛相為唇齒，文武爭衡難得其心，自元蒞庠，無貴賤老少同詞以頌，九載考績拏舟遠送者數百人，不忍別去。擢廬江知縣，以惠愛為心守，入覲餽遺獨薄，守讒之罷歸，自是令屢更，民愈困，父老益思元，遂有《李明廉》之謠，家居貧乏，處之甚安，元天性孝友，先業悉讓於弟，築小亭於蔬圃，延雋士林若周，林大輅、林九淵、謝烱同子弟學弟文利，著《大樂律》，呂元聲為之補略，黃大理鞏贈之詩曰：「兩朝清白吏，一代老成人。」卒年九十有四。